# Municipio de Prairiewood
El municipio de Prairiewood (en inglés: Prairiewood Township) es un municipio ubicado en el condado de Brown en el estado estadounidense de Dakota del Sur. En el año 2010 tenía una población de 266 habitantes y una densidad poblacional de 174,07 personas por km².

## Geografía
El municipio de Prairiewood se encuentra ubicado en las coordenadas 45°30′34″N 98°25′10″O / 45.50944, -98.41944. Según la Oficina del Censo de los Estados Unidos, el municipio tiene una superficie total de 1.53 km², de la cual 1,53 km² corresponden a tierra firme y (0 %) 0 km² es agua.

## Demografía
Según el censo de 2010, había 266 personas residiendo en el municipio de Prairiewood. La densidad de población era de 174,07 hab./km². De los 266 habitantes, el municipio de Prairiewood estaba compuesto por el 97,74 % blancos, el 1,5 % eran amerindios y el 0,75 % eran de una mezcla de razas. Del total de la población el 1,5 % eran hispanos o latinos de cualquier raza.